# Dassault Super Mystère
Dassault Super Mystère je bil francoski lovec-jurišnik in prvo zahodnoevropsko nadzvočno letalo, ki je prišlo v serijsko proizvodnjo.

## Razvoj
Super Mystère je bil francoski zadnji korak do nadzvočnega letala, ki so ga začeli s projektom Dassault Ouragan in, ki se je potem nadaljeval preko letal Mystère II/III ter Mystère IV.
Letala Mystère so namreč nadzvočno hitrost dosegla le v strmoglavem letu,, Super Mystère pa je zvočni zid prebil tudi v vodoravnem letu. To je Francozom uspelo z namestitvijo kril pod kotom 45° (letala Mystère IV so imela namreč krila nameščena pod kotom 41°, Mystère II pa le 33°) ter uporabo komore za dodatno zgorevanje.
Prvi prototip Super Mystère B.1, ki ga je poganjal motor Rolls-Royce Avon RA.7R, je poletel 2. marca 1955. Že naslednji dan je letalo v vodoravnem letu prebilo zvočni zid. V serijsko proizvodnjo je nato vstopilo leta 1957 kot Super Mystère B.2.
Produkcijska verzija se je od prototipa razlikovala po močnejšem motorju, saj so vanjo začeli vgrajevati motorje SNECMA Atar 101G. Leta 1958 so Francozi izdelali dva prototipa Super Mystère B.4. Nanju so krila namestili pod kotom 48° in jima vgradili še močnejši motor SNECMA Atar 9B, kar je letalu omogočalo letenje s hitrostjo 1,4 Macha. Prototip ni nikoli prišel v produkcijsko fazo, ker je v uporabo prihajalo zmogljivejše letalo Dassault Mirage III. Leta 1973 je Izraelsko vojno letalstvo svoja letala Super Mystère B.2 opremilo z novim motorjem brez komore za dodatno zgorevanje Pratt & Whitney J52-P8A in novo avioniko.
Skupno je bilo zgrajenih 180 letal Super Mystère B.2.

## Operativna zgodovina
Super Mystère je bil v francoskem vojnem letalstvu v uporabi do leta 1977. 36 letal je Francija prodala Izraelu leta 1958. Izrael jih je nato uporabil v Šestdnevni vojni leta 1967 ter leta 1973 v Jomkipurski vojni. Letalo je bilo med piloti priljubljeno, po karakteristikah in zračnih dvobojih pa povsem primerljivo z arabskimi lovci sovjetske izdelave Mikojan Gurevič MiG-19.
Leta 1975 je Izrael prodal 12 letal in 6 komplete rezervnih delov Hondurasu. Ta letala so bila nato uporabljena v obmejnih spopadih z Nikaragvo. Iz uporabe so bila naposled umaknjena leta 1996. 11 preživelih letal so nato leta 1998 spet aktivirali in jih uporabili v boju s tihotapci drog, ki so kršili zračni prostor Hondurasa.

## Uporabniki
Francija
- Armee de l'Air

 Honduras
- Oborožene sile Hondurasa

 Izrael
- Izraelsko vojno letalstvo